# Determinant de Slater
El  determinant de Slater  és una tècnica matemàtica de la mecànica quàntica que s'usa per generar funcions d'ones antisimètriques que descriguin els estats col·lectius de diversos fermions i que compleixin el principi d'exclusió de Pauli.
Aquest tipus de determinants prenen el seu nom de John C. Slater, físic i químic teòric americà que va proposar la seva utilització per tal d'assegurar que la funció d'ona electrònica sigui antisimètrica respecte de l'intercanvi de dos electrons. Els determinants de Slater es construeixen a partir de funcions d'ona monoelectròniques anomenades espín-orbitals {\displaystyle \chi (\mathbf {x} )}, on {\displaystyle \mathbf {x} } representa les coordenades de posició i d'espín de l'electró. Com una conseqüència de les propietats dels determinants, dos electrons no poden estar descrits pel mateix espín-orbital ja que significaria que la funció d'ona s'anul·la en tot l'espai.

## Dues partícules
Per il·lustrar el seu funcionament podem considerar el cas més simple, el de dues partícules. Si {\displaystyle {\boldsymbol {x}}_{1}} i {\displaystyle {\boldsymbol {x}}_{2}} són les coordenades (espacials i de espín) de la partícula 1 i la partícula 2 respectivament, es pot generar la funció d'ona col·lectiva {\displaystyle \Psi } com el producte de les funcions d'ona individuals de cada partícula, és a dir

{\displaystyle \Psi ({\boldsymbol {x}}_{1},{\boldsymbol {x}}_{2})=\chi _{1}({\boldsymbol {x}}_{1})\chi _{2}({\boldsymbol {x}}_{2}).}

Aquesta expressió es denomina producte de Hartree, i és la funció d'ona més simple que podem escriure dins de l'aproximació orbital. De fet, aquest tipus de funció d'ones no és vàlid per a la representació d'estats col·lectius de fermions, ja que aquesta funció d'ones no és antisimètrica davant un intercanvi de partícules. La funció ha de satisfer la condició

{\displaystyle \Psi ({\boldsymbol {x}}_{1},{\boldsymbol {x}}_{2})=-\Psi ({\boldsymbol {x}}_{2},{\boldsymbol {x}}_{1}).}

És fàcil comprovar que encara que l'anterior producte de Hartree no és antisimètrica respecte de l'intercanvi de partícules, la següent combinació lineal d'aquests productes sí que ho és

{\displaystyle \Psi ({\boldsymbol {x}}_{1},{\boldsymbol {x}}_{2})={\frac {1}{\sqrt {2}}}\left[\chi _{1}({\boldsymbol {x}}_{1})\chi _{2}({\boldsymbol {x}}_{2})-\chi _{1}({\boldsymbol {x}}_{2})\chi _{2}({\boldsymbol {x}}_{1})\right],}

on hem inclòs un factor perquè la funció d'ones estigui normalitzada convenientment. Aquesta última equació pot reescriure com un determinant de la forma

{\displaystyle \Psi ({\boldsymbol {x}}_{1},{\boldsymbol {x}}_{2})={\frac {1}{\sqrt {2}}}\left|{\begin{matrix}\chi _{1}({\boldsymbol {x}}_{1})&\chi _{1}({\boldsymbol {x}}_{2})\\\mathrm {X} _{2}({\boldsymbol {x}}_{1})&\chi _{2}({\boldsymbol {x}}_{2})\end{matrix}}\right|,}

conegut com el  determinant de Slater  de les funcions {\displaystyle \chi _{1}} i {\displaystyle \chi _{2}}. Per tant, aquesta funció d'ona més de ser antisimètrica, considera que els dos electrons són partícules indistiguibles. Les funcions així generades tenen la propietat d'anul·lar si dues de les funcions d'ones d'una partícula són iguals o, el que és equivalent, dos dels fermions estan descrits pel mateix espín orbital. Això és equivalent a satisfer el principi d'exclusió de Pauli.

## Generalització aN{\displaystyle N}partícules
Aquesta expressió pot ser generalitzada sense gran dificultat a qualsevol nombre de fermions. Per a un sistema compost per {\displaystyle N} fermions, es defineix el determinant de Slater com

{\displaystyle \Psi ({\boldsymbol {x}}_{1},{\boldsymbol {x}}_{2},\ldots ,{\boldsymbol {x}}_{N})={\frac {1}{\sqrt {N!}}}\left|{\begin{matrix}\chi _{1}({\boldsymbol {x}}_{1})&\chi _{1}({\boldsymbol {x}}_{2})&\cdots &\chi _{1}({\boldsymbol {x}}_{N})\\\chi _{2}({\boldsymbol {x}}_{1})&\chi _{2}({\boldsymbol {x}}_{2})&\cdots &\chi _{2}({\boldsymbol {x}}_{N})\\\vdots &\vdots &&\vdots \\\chi _{N}({\boldsymbol {x}}_{1})&\chi _{N}({\boldsymbol {x}}_{2})&\cdots &\chi _{N}({\boldsymbol {x}}_{N})\end{matrix}}\right|.}

L'ús del determinant com a generador de la funció d'ones garanteix l'antisimètrica respecte a l'intercanvi de partícules així com la impossibilitat que dues partícules estiguin en el mateix estat quàntic, aspecte crucial en tractar amb fermions.
Al mètode de Hartree-Fok, un únic determinant de Slater s'usa com a aproximació a la funció d'ones electrònica. En mètodes de càlcul més precisos, com ara la interacció de configuracions o el MCSCF, s'utilitzen superposicions lineals de determinants de Slater.